# 斉藤始
斉藤始（さいとう はじめ）は、アニメ「宇宙戦艦ヤマトシリーズ」の登場人物。
声優は、オリジナルではささきいさお、リメイクアニメシリーズでは東地宏樹。『SPACE BATTLESHIP ヤマト』での俳優は池内博之。
初登場作品の『さらば宇宙戦艦ヤマト 愛の戦士たち』の制作に際し、監督の舛田利雄が発案したオリジナルキャラクターである。

## さらば宇宙戦艦ヤマト 愛の戦士たち
柔道・空手・レスリングなどを合わせて23段の段位を持つ、武道の達人。巨躯で言葉の荒い大食いのバンカラ男だが、気風が良く部下の信頼も厚い。
地球防衛軍の第12太陽系外周空母機動部隊に所属する、空間騎兵隊第1機甲師団の中隊長として登場し、部下30名を率いてヤマトへ乗艦する。乗船時は佐渡酒造が「スカウトした」と言っていたが、実際はヤマトの行動を見守っていた藤堂平九郎の命令を受けていた。
テレザート星上陸作戦やデスラー艦での白兵戦、都市帝国への突入戦で獅子奮迅の活躍を見せている。最後は都市帝国の動力炉に真田志郎とともに残り、動力炉へ爆弾を取り付ける彼を援護しながら全身に銃弾を浴びたことで、立ったまま戦死を遂げる。

## 宇宙戦艦ヤマト2
『さらば』での基本設定に加えて武将然とした雰囲気や三枚目な人物像が強調され、佐渡酒造とコメディタッチな絡みも多くなっている。カットされたシーンでは、無重力状態で森雪に抱きつこうとして投げ飛ばされるシーンがある。
第11番惑星基地の守備隊長として第6話から登場。基地がコズモダート・ナスカ率いる白色彗星帝国前衛艦隊に奇襲攻撃を受け、部下の大半を失ったところをヤマトに救出されて乗艦することになる。初めて戦いに敗れたという屈折した心理や軍種の違いに起因するギャップにより、自分をはじめ空間騎兵隊と古代進らヤマトクルーの間にはトラブルが絶えなかったが、戦いの中で次第に打ち解けていく。
バルゼー艦隊との決戦を控えた第19話では、戦死した仲間の慰霊のために第11番惑星に立ち寄らせてほしいという無理な願いに対し、探査命令という建前で許可を与えた古代に男気を感じる。第25話では、『さらば』と同様に古代や真田志郎に同行して要塞都市へ突入するも真田が往路で負傷して同行できなくなり、斉藤が動力炉爆破のために1人で残るという展開に変更されているが、その際には年下の古代のことを兄貴のように思っていたと告げるまでになっていた。
最後は片手で機関銃を撃ちながら爆弾を動力炉へ取り付け、起爆させて戦死を遂げる。

## SPACE BATTLESHIP ヤマト
ヤマトのイスカンダルへの航海に空間騎兵隊員として乗艦し、白兵戦担当兼MPとして部下たちと共に活動。「きっつぃよなぁ」が口癖で、当初は古代と仲が良かったわけではなく、ガミラス兵に乗り移られた際に麻酔銃で気絶させる形で助けられた後、彼と打ち解ける。
ブラックタイガー隊員や部下たちと共にガミラスへの強行着陸を行い、航海の目的である放射能除去装置を手に入れるが、部下たちは全滅する。最後は敵中枢を爆破しようとする真田に同行して事実上特攻し、『さらば』とほぼ同様の戦死を遂げる。
地球に残してきた母からは、八幡様のお守りを持たされていた。母から「弾が避けていく」と通信で言われた際は笑い飛ばしていたが、砲台のようにガミラス兵を足止めする際にはお守りを取り出し、弾が当たらないように祈っている。

## リメイクアニメ
巨躯に太い眉や長いもみあげなど容姿は旧作とほぼ同様であるが、左頬下には大きな十字傷が存在する。鹿児島県出身、階級は宙曹長という設定も追加されている。

### 劇中での登場
宇宙戦艦ヤマト2199 星巡る方舟
空間騎兵隊の第7連隊所属隊員として登場。27歳。上司の桐生悟郎とは家族ぐるみの交流があり、彼の娘の桐生美影からも兄のように慕われている。
月面駐屯地で救助を信じながら力尽きた悟郎の死に涙したり、ヤマトの出航を見送った「ついで」に自分たちを回収した戦艦キリシマに乗艦していた土方竜へ喰ってかかるなど、自分の立場より人情や仁義を重んじる一面が描かれている。
宇宙戦艦ヤマト2202 愛の戦士たち
第3話から登場。31歳。空間騎兵隊の第7連隊隊長として、永倉志織ほか旧第7連隊の生き残りと共に第十一番惑星に駐屯していたが、ガトランティスの襲撃を受けたところをヤマトに救助され、そのまま乗組員として同行する。
ヤマトによる救助を信じ抜き、乗艦後はそのことに感謝して頭を下げる一方、波動砲を撃たない古代の態度には喰ってかかるなど、変わらず人情や仁義を重んじる一面が描かれている。また、土方のことは「親父」と呼ぶようになっており、恩人として慕っている。
同行後は2式空間機動甲冑を考案して奮戦するなど活躍するが、実は第6話で永倉の十一番惑星脱出を援護した際にガトランティスのデスバデーターによる対地攻撃に巻き込まれて本来の斉藤は戦死しており、橋の上で目を覚ました際にはガトランティスによる蘇生体となって無自覚のスパイにされていたことが、第22話で判明する。それを悟ると、第23話で自爆に仲間を巻き込まないよう宇宙へ投身するが、永倉に叱咤されて思いとどまり、デスラー艦との戦闘後には波動エンジン内で大量の放射線を浴び、命を削るのと引き換えにガトランティスの支配を断つことに成功する。第25話ではクラウス・キーマンのツヴァルケでの特攻に同行し、同機を2式空間機動甲冑でガトランティスの猛攻から守った末、力尽きて彼と共に戦死した。第26話では英雄の丘に設置された戦没者表示モニターに二階級特進を経て一等宙尉と表示されていたことから、本作では宙曹長から三等宙尉に昇任していたことが判明している。

## 備考
姓名の表記について、アニメ版では「斉藤始」が正しい表記である。しかし、松本零士の漫画版、朝日ソノラマの小説版、後年のPS版『さらば宇宙戦艦ヤマト 愛の戦士たち』などといった派生作品では「斎藤始」になっており、ムック本の類でも表記揺れが生じている。
ハリウッド実写版『STAR BLAZERS』で監督を務める予定のクリストファー・マッカリーには、好きなキャラクターに沖田十三と並んで挙げられている。
『さらば』『ヤマト2』で斉藤役の声優を務めたささきいさおが『2202』第四章に際して答えたインタビューによれば、斉藤の設定画を最初に見た当時はそれまで二枚目役ばかり務めていたためもあり、「これは俺の役じゃないだろう!?」と思ったそうである。